# Friedrich Eberhardt
Friedrich Eberhardt (* 17. Januar 1895 in Wittlensweiler; † 4. April 1971 in Stuttgart) war ein deutscher Maler, Grafiker und Kunsthandwerker.

## Leben und Werk
Friedrich Eberhardt absolvierte von 1909 bis 1912 eine Lehre als Dekorationsmaler. Ab 1913 studierte Eberhardt an der Kunstgewerbeschule Stuttgart und an der Stuttgarter Akademie bei Adolf Hölzel. Von April bis Oktober 1921 unternahm er eine Studienreise über die Schweiz (Basel) nach Italien (Rom). Seit 1921 war Eberhardt dann als Künstler in Stuttgart ansässig. 1929 zog er mit seiner Familie nach Stettin um und leitete dort bis 1936 die Fachklasse für Dekorationsmalerei an der Kunstgewerbeschule Stettin. Ab 1936 wirkte Eberhardt als Leiter des graphischen Büros der Ausstellungs- und Tagungsstelle Stuttgart.
Eberhardt malte vor allen Dingen Landschaften und figürliche Kompositionen. Friedrich Bernhardt, ein Freund des Künstlers aus der Stettiner Zeit, beschreibt rückblickend dessen Schaffen folgendermaßen: „Er zeigte in kleinen Formaten weiträumig gestaffelte Landschaft und Figürliches in vereinfachter flächiger Darstellung, konstruktiver Bildform, reich variiertem Bildaufbau, in der Landschaft durch betonte, ungleich zerfließende Konturierung etwas Schwebendes erreichend […]“

## Ausstellungsbeteiligungen
- 1934: Das Land am Meer. Pommersche Kunst der Gegenwart (Städtisches Museum, Stettin).
- 1936: Pommersche Kunst (Greifswald).
- 1939: Große Deutschen Kunstausstellung (Haus der Deutschen Kunst, München).
- 1942: Das Meer. Bilder deutscher Maler (Künstlerhaus Berlin).
- 1947: Stuttgarter Sezession (Künstlerhaus „Sonnenhalde“, Stuttgart).
- 1954: Zeitgenössische Kunst des deutschen Ostens (Staatliche Kunsthalle Baden-Baden und Kunsthalle Bremen).